# 馬克巴赫河
52°11′58″N 8°37′39″E / 52.19944°N 8.62750°E
馬克巴赫河（德語：Markbach），是德國的河流，位於該國西部，處於北萊茵-威斯特法倫州，屬於埃爾瑟河的左支流，河道全長2.6公里，流域面積3平方公里。